# Бикбай, Баязит
Баязи́т Бикба́й (баш. Баязит Бикбай; полное имя — Баязи́т Гая́зович Бикба́ев, баш. Баязит Ғаяз улы Бикбаев; 9 января (10 января — на могильной плите) 1909 года — 2 сентября 1968 года) — башкирский поэт, прозаик и драматург, либреттист. Заслуженный деятель искусств Башкирской АССР (1957).

## Биография
В 1929 году закончил педагогический техникум. После этого работал в редакции журнала «Сэсэн», ответственным секретарем туймазинской районной газеты «Путь Ленина», заведующим отделом газеты «Башкортостан», в книжном издательстве, ответственным секретарем журнала «Октябрь», заведующим литературной частью Башкирского театра драмы, в Союзе писателей Башкирии.
Баязит Бикбай — поэт, драматург, прозаик и публицист. В 1932 году вышел его первый сборник стихов «Текущие дни». Затем появились книги «За лесом», «Светлая земля».
В годы Великой Отечественной войны по состоянию здоровья не мог быть на фронте. Но военная тема прозвучала у него в сборниках стихов «Я славлю землю», «Огненные строки». В эти годы он также создал драмы «Родина зовёт» («Ватан саҡыра», 1943), «Дети одной семьи» («Бер туғандар», 1944).
С 1937 года успешно работает и в драматургии, выступив впервые с музыкальной драмой «Карлугас». В 1938-1939 годах им создана драма «Салават». В последующем на основе либретто писателя композитором Загиром Исмагиловым была написана опера «Салават Юлаев». Его перу принадлежат пьесы «Родина зовёт», «Дети одной семьи», много одноактных пьес. Особое место в его творчестве занимает либретто для музыкального театра. .
Баязит Бикбай является автором около сорока книг, стихотворений и поэм, очерков и рассказов, либретто и пьес, повестей и романа «Когда разливается Акселян». Переводил классические произведения русской литературы таких авторов как Толстой, Тургенев и Горький.
За заслуги в развитии башкирской литературы и искусства Баязит Бикбай был награждён орденами Трудового Красного Знамени и «Знак Почёта». В 1970 году ему посмертно присуждена премия имени Салавата Юлаева.
Умер 2 сентября 1968 года. Похоронен на мусульманском кладбище в Уфе.

## Память
Отмечая заслуги башкирского поэта, драматурга, прозаика и публициста Баязита Бикбая, исполком горсовета Уфы своим решением от 1 марта 1984 года назвал его именем новую улицу в Октябрьском районе Уфы, в Сипайлово.
На доме 47 по улице Ленина в Уфе укреплена мемориальная доска на башкирском и русском языках напоминает: «В этом доме в 1959—1968 гг. жил видный писатель, лауреат премии Башкирской АССР имени Салавата Юлаева, заслуженный деятель искусств республики Баязит Бикбай».

## Награды и премии
- орден Трудового Красного Знамени (8 июня 1955)
- орден «Знак Почёта» (31 января 1939)
- заслуженный деятель искусств Башкирской АССР (1957);
- премия имени Салавата Юлаева (1970 год, посмертно) — за избранные произведения, том I.